# Cargill Cocoa Promise

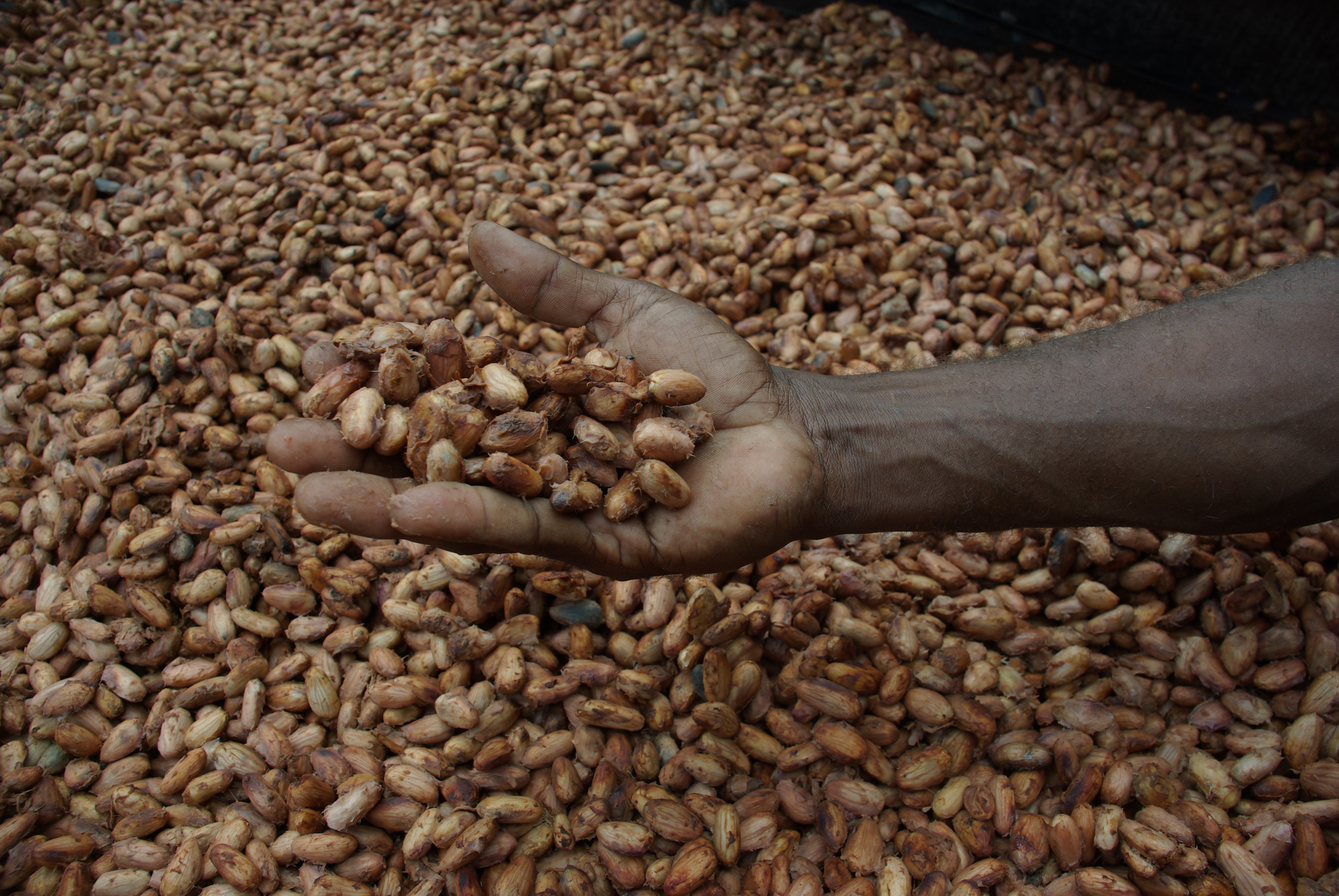
Просушка какао-бобов

Cargill Cocoa Promise — запущенная в 2012 году международная социальная программа американской пищевой корпорации Cargill, направленная на создание устойчивой системы поставок какао, на улучшение жизни бедных фермеров, выращивающих какао в развивающихся странах, на поддержку сельскохозяйственных регионов и окружающей среды. Программа реализуется в Индонезии, Вьетнаме, Бразилии и странах Чёрной Африки (Кот-д’Ивуар, Гана, Камерун) в сотрудничестве с различными государственными и неправительственными организациями (в том числе Международной финансовой корпорацией и Swisscontact). В планах Cargill Cocoa Promise выйти на ежегодное обучение 80 тыс. фермеров и на поставку 120 тыс. метрических тонн сертифицированных какао-бобов.
Программа Cargill Cocoa Promise включает долгосрочное инвестирование в устойчивое будущее сектора какао, предоставление мелким фермерам недорогих технологий, способных увеличить урожайность и качество какао, обучение фермеров современным методам ведения сельского хозяйства через Cargill Coop Academy и сеть Cargill’s Farmer Field Schools, сертификацию фермеров (UTZ Certified), организацию кооперативов и профсоюзов, способных отстаивать интересы фермеров на региональном и государственном уровне, улучшение качества почв после сбора урожая, продвижение продукции на мировые рынки для достижения справедливой цены, развитие инфраструктуры в областях выращивания какао (в том числе образования и здравоохранения). Сертификация продукции позволяет поднять стандарты в отрасли и предоставить мелким фермерам материальные стимулы. Вырастив какао-бобы согласно экологическим стандартам корпорации Cargill, мелкие фермеры получают гарантированные контракты на закупку продукции и премиальные выплаты.
Конечной целью программы Cargill Cocoa Promise является сокращение бедности среди мелких фермеров развивающихся стран, увеличение продовольственной безопасности и охрана окружающей среды.